# Lijepa naša domovino
Lijepa naša domovino (Patria noastră frumoasă), denumit pe scurt Lijepa naša este imnul național din Croația. Versurile au fost scrise de Antun Mihanović și au fost publicate sub titlul Horvatska domovina (Patria croată) în 1835. Persoana care a compus prima muzică a imnului nu a fost identificată cu certitudine, dar conform tradiției din secolul al XIX-lea, ar fi fost vorba de Josip Runjanin. Pe baza cântecelor elevilor săi de la școala pedagogică, Vatroslav Lichtenegger a cules cântecul, care a fost apoi cântat ca imn al Croației în același an, având atunci 15 strofe. Între 1918 și 1941, o parte din el a făcut parte din imnul Regatului Iugoslaviei. Statul Independent al Croației a folosit și el neoficial același imn.

## Versurile

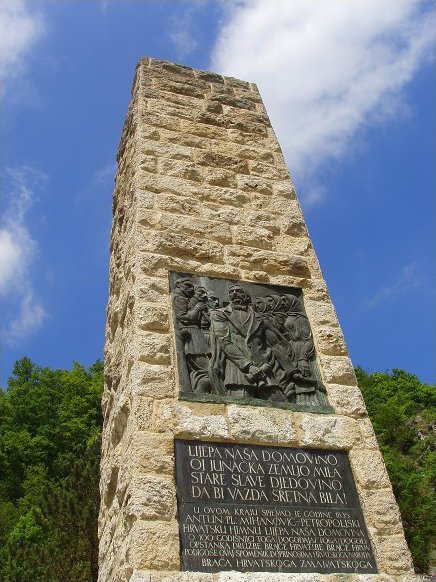
Monument în cinstea imnului naţional al Croaţiei, la Zelenjak

| Croată | Română |
| --- | --- |
| Lijepa naša domovino, Oj junačka zemljo mila, Stare slave djedovino, Da bi vazda sretna bila! Mila, kano si nam slavna, Mila si nam ti jedina. Mila, kuda si nam ravna, Mila, kuda si planina! Teci Dravo, Savo teci, Nit' ti Dunav silu gubi, Sinje more svijetu reci, Da svoj narod Hrvat ljubi. Dok mu njive sunce grije, Dok mu hrašće bura vije, Dok mu mrtve grobak krije, Dok mu živo srce bije! | Patria noastră frumoasă, Neînfricată și grațioasă. Veche glorie a părinților noștri, Fii tu veșnic binecuvântată. Dragă, tu ne ești glorie, Dragă, tu ești singura Dragă, îți iubim câmpiile, Dragă, îți iubim munții. Curgi, Savă, Dravă, curgi Dunăre, nu-ți pierde tăria, Adâncă mare albastră, spune lumii, Că croatul își iubește patria. Unde câmpurile sunt sărutate de soare, Unde stejarii sunt bătuți de vânt sălbatic, Unde cei dragi ai lui se înalță la ceruri, Unde îi bate inima. |